# Intellektuel
Intellektuel betegner det at forholde sig abstrakt, rationelt og objektivt reflekterende til sin omverden. At være intellektuel handler altså ikke nødvendigvis om at være specielt intelligent; det skal mere forstås som en bestemt måde at anvende sin intelligens på i sit møde med verden. Den intellektuelle tilgang står i modsætning til en mere umiddelbar, følelsesdrevet måde at opfatte tingene på.[kilde mangler]

## Etymologi
Ordet intelligentsia (fra russisk intelligentsija) er en betegnelse for en gruppe "intellektuelle eller højtuddannede personer". Ordet har haft flere betydninger gennem tiden.